# Amayé-sur-Orne
Amayé-sur-Orne é uma comuna francesa na região administrativa da Normandia, no departamento Calvados. Estende-se por uma área de 5,31 km². Em 2010 a comuna tinha 1 029 habitantes (densidade: 193,8 hab./km²).